# Geogenanthus ciliatus
Geogenanthus ciliatus é uma espécie de planta com flor pertencente à família Commelinaceae. É nativa da Floresta Amazônica, sendo encontrada desde o Equador ao norte do Peru, com habitat na floresta tropical. É uma das três representantes do gênero Geogenanthus.

## Taxonomia
Foi descrita pelo botânico alemão Gerhard Brückner, conhecido por suas colaborações com a família Commelinaceae, tendo sua descrição sido publicada no periódico botânico Notizblatt des Botanischen Gartens und Museums zu Berlin-Dahlem em 1931. É uma das três representantes do gênero Geogenanthus, descrito pelo botânico alemão Ernst Heinrich Georg Ule, ao lado de G. poeppigii e G. rhizanthus. O epíteto específico, ciliatus, deriva do mesmo termo em latim, que significa 'ciliado', fazendo referência à sua morfologia foliar.

## Distribuição
Se encontra distribuída pelo norte da Floresta Amazônica, tendo sido documentada em altitudes médias, desde o leste do Equador, seguinte até a Colômbia, ao norte do Peru. É, geralmente, encontrada próxima ao solo, habitando as florestas tropicais úmidas. Esta espécie é adaptável à ambientes de pouca luminosidade, sendo, muitas vezes, cultivada como planta de casa.